# Farina integral
La farina integral és una farina molta de blat que conté la pell i la beina (és considerada com  no refinada ). Fins a mitjans del segle xviii, la major part de les farines de blat eren farines integrals de blat però a partir de finals del segle XX es van deixar d'emprar, per les millores en els sistemes de molturació. Avui han tornat al mercat gràcies a l'èmfasi de l'alimentació “sana”, ja que aquestes farines, en no ser refinades, són d'absorció lenta (contràriament a les farines refinades, que són d'absorció ràpida i, per tant, més generadores de glucosa), i contenen un alt percentatge de fibra alimentària que permet millorar la digestió. Aquest tipus de farina és, teòricament, l'emprat en l'elaboració del pa integral.